# 함양 등구사 삼층석탑
함양 등구사 삼층석탑은 대한민국 경상남도 함양군 마천면 등구사에 있는 삼층석탑이다. 2012년 3월 8일 경상남도의 문화재자료 제547호로 지정되었다.

## 지정 사유
함양 등구사지 삼층석탑은 통일신하 하대에 조성된 삼층석탑으로 일부 결실되었으나 규모가 크고 조각수법 역시 뛰어난 석탑이다. 9세기인 조성연대 뿐만 아니라 조각수법 또한 수작에 속하는 석탑으로서 문화재적인 가치가 크므로 함양 등구사지 삼층석탑을 경상남도 문화재자료로 지정한다.

## 참고 자료
- 함양 등구사 삼층석탑 - 국가유산청 국가유산포털